# Feel Alive/Go Our Way!
「Feel Alive/Go Our Way！」（フィール・アライヴ/ゴー・アワー・ウェイ）は、R3BIRTHおよび虹ヶ咲学園スクールアイドル同好会によるシングル。2023年6月23日にLantisから先行発売され、6月28日に一般発売された。

## 背景
前作「KAGAYAKI Don't forget!」から約2週間ぶりとなるシングルで、OVA『ラブライブ！虹ヶ咲学園スクールアイドル同好会 NEXT SKY』の挿入歌シングルとして、1曲目の「Feel Alive」をR3BIRTH、2曲目の「Go Our Way！」を虹ヶ咲学園スクールアイドル同好会が担当する。また、優木せつ菜役の楠木ともりが2023年3月31日を以て虹ヶ咲のメンバーから降板し、4月1日より林鼓子に交代したため、テレビアニメシングルとしては、林が参加した最初の作品となった。

## リリース
2023年6月23日にLantisから、劇場公開にあわせて「Type-A」と「Type-B」の2形態で先行リリースが行われ、6月28日に「R3BIRTH盤」と「虹ヶ咲学園スクールアイドル同好会盤」の2形態がリリースされた。収録曲は同一だが、CDジャケットのデザインが異なる。
初回生産特典として、2形態共に『ラブライブ！虹ヶ咲学園スクールアイドル同好会 6th Live! 愛知公演 DAY.1』のチケット最速先行抽選申込券とスマートフォンゲーム『ラブライブ！スクールアイドルフェスティバル2 MIRACLE LIVE!』で利用できるシリアルコードがそれぞれ封入されている。

## チャート成績
2023年7月10日付のオリコン週間シングルランキングでは5位にランクインした。
2023年7月5日付のBillboard Japan Hot Animationでは18位、Billboard Japan Hot 100では99位にそれぞれランクインした。

## 収録曲
| #         | タイトル                                           | 作詞                      | 作曲             | 編曲             | 時間  |
| --------- | -------------------------------------------------- | ------------------------- | ---------------- | ---------------- | ----- |
| 1.        | 「Feel Alive」(R3BIRTH)                            | ERECA                     | ESME MORI ERECA  | ESME MORI        | 3:19  |
| 2.        | 「Go Our Way！」(虹ヶ咲学園スクールアイドル同好会) | Sakiel Kiriya Konnie Aoki | Giga & TeddyLoid | Giga & TeddyLoid | 2:45  |
| 3.        | 「Feel Alive」(Off Vocal)                          |                           |                  |                  | 3:20  |
| 4.        | 「Go Our Way！」(Off Vocal)                        |                           |                  |                  | 2:43  |
| 合計時間: | 合計時間:                                          | 合計時間:                 | 合計時間:        | 合計時間:        | 12:07 |

## タイアップ
| # | 曲名             | タイアップ                                                         |
| - | ---------------- | ------------------------------------------------------------------ |
| 1 | 「Feel Alive」   | OVA『ラブライブ！虹ヶ咲学園スクールアイドル同好会 NEXT SKY』挿入歌 |
| 2 | 「Go Our Way！」 | OVA『ラブライブ！虹ヶ咲学園スクールアイドル同好会 NEXT SKY』挿入歌 |

### ユニットメンバー
1. 1 2 3 4 5  上原歩夢（大西亜玖璃）、中須かすみ（相良茉優）、桜坂しずく（前田佳織里）、朝香果林（久保田未夢）、宮下愛（村上奈津実）、近江彼方（鬼頭明里）、優木せつ菜（林鼓子）、エマ・ヴェルデ（指出毬亜）、天王寺璃奈（田中ちえ美）、三船栞子（小泉萌香）、ミア・テイラー（内田秀）、鐘嵐珠（法元明菜）
2. 1 2 3 4  三船栞子（小泉萌香）、ミア・テイラー（内田秀）、鐘嵐珠（法元明菜）